# A Small Deadly Space
A Small Deadly Space es el segundo y último álbum de estudio de la banda estadounidense de heavy metal Fight, publicado en 1995 por el sello Epic Records. Además, es el único disco con el guitarrista Mark Chaussee luego de la salida de Russ Parrish en 1994 tras ser contratado por Kevin Gilbert para girar con él. Por otra parte, llegó hasta el puesto 120 en la lista Billboard 200 de los Estados Unidos.
Cabe mencionar que seis días antes de su lanzamiento a nivel mundial, el sello Sony Music lo publicó en Japón con «Acid Test» como pista extra, además y como dato, en la canción «In a World of My Own Making» existe una pista oculta llamada «Psycho Suicide». A su vez, en el 2008 se remasterizó con una nueva portada y con cambios en la ubicación de las canciones. Por otro lado, en 2002 el sistema de información Nielsen SoundScan informó que hasta el 21 de abril de ese año se había vendido 67 407 copias en los Estados Unidos.

## Lista de canciones
| N.º | Título                                    | Escritor(es)              | Duración |  |
| 1.  | «I Am Alive»                              | Halford, Tilse            | 4:56     |  |
| 2.  | «Mouthpiece»                              | Halford, Chaussee         | 3:22     |  |
| 3.  | «Legacy of Hate»                          | Halford, Tilse, Chaussee  | 4:34     |  |
| 4.  | «Blowout in the Radio Room»               | Halford, Tilse            | 4:10     |  |
| 5.  | «Never Again»                             | Halford, Tilse, Travis    | 3:51     |  |
| 6.  | «A Small Deadly Space»                    | Halford, Chaussee, Travis | 5:19     |  |
| 7.  | «Gretna Greene»                           | Halford, Tilse, Chaussee  | 3:52     |  |
| 8.  | «Beneath the Violence»                    | Halford, Tilse, Travis    | 4:43     |  |
| 9.  | «Human Crate»                             | Halford, Tilse            | 6:09     |  |
| 10. | «In a World of My Own Making»             | Halford, Tilse            | 7:06     |  |
| 11. | «Acid Test» (bonus track solo para Japón) |                           | 5:43     |  |

## Músicos
- Rob Halford: voz
- Mark Chaussee: guitarra eléctrica
- Brian Tilse: guitarra eléctrica
- Jay Jay: bajo
- Scott Travis: batería